# Phantom Lady
Phantom Lady è un personaggio dei fumetti pubblicato in origine dalla Quality Comics ed ora di proprietà della DC Comics. È una delle prime supereroine a debuttare nel corso della Golden Age, negli anni quaranta.
Come pubblicato dalla Fox Feature Syndicate alla fine degli anni quaranta, la semi-nuda e prosperosa Phantom Lady è un controverso esempio di "good girl art", uno stile di disegno nei fumetti che rappresenta personaggi femminili in situazioni provocanti e pose da pin-up che alimentarono lo scetticismo sull'effetto che tali immagini potevano avere sui bambini. Phantom Lady venne creata dallo studio Eisner & Iger, uno dei primi a produrre fumetti su richiesta degli editori. Le prime avventure del personaggio furono illustrate da Arthur Peddy.

## Origini del personaggio e prime pubblicazioni delle storie

### Quality Comics
Phantom Lady comparve per la prima volta in Police Comics n. 1 della Quality, nell'agosto 1941, un titolo d'antologia. Il primo numero incluse anche le prime comparse di Plastic Man e della Bomba Umana. Quella pubblicazione stabilì l'alter ego di Phantom Lady come Sandra Knight, la bellissima figlia debuttante del senatore degli Stati Uniti Henry Knight. Una notte, incrociò due potenziali assassini di suo padre, riuscendo furtivamente a fermarli solo con un giornale arrotolato. Di conseguenza, la Knight sviluppò un gusto per l'avventura ed il combattimento del crimine, e, dopo aver trovato un "proiettore di luce nera", che un amico di famiglia, il Professor Davis, inviò a suo padre. Sandra adottò il dispositivo come arma che poteva accecare i suoi nemici, oppure, se puntato di sé, renderla invisibile.
Assunse l'identità di Phantom Lady in un costume dotato di un mantello verde e l'equivalente di un costume da bagno giallo. Storie pubblicate decenni più tardi dalla DC Comics, dopo che acquisì il personaggio, le confezionarono un'origine più dettagliata, donandole un ruolo più attivo ed aggressivo, spiegado che il suo costume era utilizzato come tattica per distrarre deliberatamente i nemici maschi.
Phantom Lady fu protagonista di Police Comics fino al n. 23. Arthur Peddy continuò a disegnare il personaggio e le sue avventure fino al n. 13, passando la mano a Joe Kubert, dal n. 14 a n. 17; Frank Borth illustrò Police Comics dal n. 18 al n. 21, ed infine Arthur Peddy ritornò al n. 22; Rudy Palais disegnò il n. 23. Phantom Lady comparve anche in Feature Comics dal n. 69 al n. 71 come parte del crossover con Spider Widow e Raven.

### La Fox Feature Syndicate e la Star Publications
Dopo che la Quality cessò la pubblicazione delle avventure di Phantom Lady, la Iger Studios credette di possedere il personaggio, per cui lo cedette alla Fox Feature Syndicate, una mossa che avrebbe successivamente creato confusione su chi effettivamente possedeva il copyright. La versione della Fox che debuttò in Phantom Lady n. 13 è meglio conosciuta dai fan contemporanei affezionati allo stile "good girl art" della Quality di Matt Baker. Baker modificò il costume, cambiando i colori in rosso e blu, sostanzialmente rivelando uno spacco, e aggiungendo una gonna veramente corta. La Fox pubblicò Phantom Lady solo fino al n. 26, nell'aprile 1949, contemporaneamente fu il protagonista di All-Top Comics dal n. 8 al n. 17, sempre con illustrazioni di Baker. La galleria di avversari in questi due titoli della Fox includevano Avenging Skulls, The Fire Fiend, Killer Clown, Kurtz, il Robot Derubante, Subway Slayer e l'Avvoltoio.
La copertina di Baker per Phantom Lady n. 17, dell'aprile 1949, fu riprodotta in Seduction of the Innocent, il libro del 1954 del Dr. Frederick Wertham, denunciando ciò che vedeva come effetto moralmente corruttivo dei fumetti sui bambini. La copertina, che illustrava Phantom Lady nell'atto di fuggire dalle funi, fu presentata con una postilla di Wertham che affermanva: "Stimolazione sessuale combinando i "fari" con i sogni dei sadici di legare una donna". Nel frattempo, la Fox iniziò il suo declino e le sue proprietà cominciarono ad essere acquisite da altri editori. La storia di Phantom Lady su All-Top fu quindi ristampata come racconti di sfondo in Jungle Thrills della Star Publications, che anch'essa chiuse i battenti.

### Ajax-Farrell Publications
La Ajax-Farrell Publications pubblicò poi quattro numeri del secondo titolo di Phantom Lady, la cui copertina venne datata dicembre 1954, gennaio 1955 fino al giugno 1955. La compagnia la pubblicò come personaggio di supporto in due numeri di Wonder Boy.
Per allora, gli sforzi di Wertham condussero ad un'investigazione del Congresso nell'industria del fumetto. Questi spinsero gli editori a realizzare nell'inverno del 1954, un proprio "Codice di Autorità dei Fumetti". Di conseguenza vennero realizzati alcuni cambiamenti al costume di Phantom Lady, così, lo spacco fu coperto, mentre i pantaloni sostituirono la gonna.

### Charlton Comics e I.W. Publications
Il patrimonio della Farrell fu poi acquisito dalla Charlton Comics, e, finché la DC non rilanciò il personaggio negli anni settanta, l'unica comparsa di Phantom Lady avvenne con le storie di Matt Baker alla fine degli anni cinquanta, inizio anni sessanta. La I.W. Publications di Israel Waldman, più tardi, Super Comics, pubblicò ristampe non autorizzate dal 1958 al 1964, incluse le ristampe di Phantom Lady nei numeri di Great Action Comics e Daring Adventures. Nel 1985 lo scrittore di fumetti Alan Moore scrisse Watchmen dove Silk Spectre 2 si basa su una fusione tra Phantom Lady e Black Canary.

## DC Comics

### Sandra Knight
Nel 1956, la DC Comics ottenne i diritti sui personaggi della Quality Comics, in cui si credeva inclusa anche Phantom Lady, reintroducendo successivamente i suoi 17 supereroi con un gruppo di altri ex eroi della Quality come i Combattenti per la Libertà in Justice League of America n. 107, dell'ottobre 1973.
Come per tutti gli altri personaggi acquisiti dalla DC Comics, eredità dei titoli della Golden Age, i Combattenti per la Libertà furono rilocati in un mondo parallelo. Ci si riferiva alla loro Terra particolare come "Terra-X". Su Terra-X, la Germania nazista vinse la Seconda guerra mondiale. La squadra fu protagonista di una serie personale durata di 15 numeri, dal 1976 al 1978, in cui lasciarono temporaneamente la loro Terra per la "Terra-1" e a Phantom Lady furono concessi dei veri poteri "fantasma".
Nel 1981, Phantom Lady divenne un ospite ricorrente dell'All-Star Squadron, una squadra di supereroi stanziati su Terra-2, la locale era della Seconda Guerra Mondiale che la DC Comics aveva ambientato su Terra-2. Phantom Lady quindi ricomparve con il resto dei supereroi della DC in Crisi sulle Terre infinite, una storia che intendeva eliminare la confusione generata dalle diverse contraddizioni narrative, fondendo tutti i mondi paralleli in un unico mondo e correggendo retroattivamente la continuity temporale. Questo fece sì che i giorni di Phantom Lady sulla Terra-X venissero cancellati, e i Combattenti per la Libertà trasformati in una cellula dell'All-Star Squadron.
La DC ricollegò le origini di Phantom Lady defininte nella Police Comics della Quality, in modo che appartenesse alla prestigiosa famiglia Knight di Opal City, la centrale degli supereroi di Starman della DC. La sua storia iniziale cambiò: mise a tappeto gli assassini di suo padre con un pugno, e non con un giornale. In tempi più recenti, le fu dato un ruolo più attivo nell'acquisizione del raggio di luce nera, avuto in dono da un amico di famiglia, invece di riceverlo dal Professor Abraham Davis, fuggito da un'Europa sotto il controllo nazista. Nella ricostruzione della storia, Sandra Knight diede asilo al Professor Davis, donandogli un laboratorio in modo che potesse lavorare e completare la sua invenzione. Anche Ted Knight, ora suo cugino, aiutò Davis, come risultato della sua acquisizione dei poteri per divenire il primo Starman.
Il fumetto Damage del 1994 definì la storia post-Seconda Guerra Mondiale di Phantom Lady. In tale contesto Phantom Ledy era un agente dell'Agenzia di Intelligence nel corso della Guerra Fredda, un'agenzia chiamata Argento, in cui incontrò e sposò il suo compagno di squadra ed ex membro dell'All-Star Squadron Iron Munro. I due erano in coppia in numerose missioni combattendo un agente sovietico di nome Il Barone. In realtà il Barone Blitzkrieg, era un nemico che entrambi incontrarono nel corso della Seconda Guerra Mondiale. Poco dopo essere rimasta incinta, Sandra venne rapita dal Barone che rubò il feto dal suo ventre e la lasciò per morta. Dopo essere fuggita dalla Polonia comunista, Sandra volle ricoprire il ruolo di spia, per questo si rivolse ad un vecchio amico, Roy Lincoln. Lui l'aiutò, e presto iniziò a frequentare l'Universite Notre Dame des Ombres nella speranza di avere contatti con l'intelligence allo scopo di ritrovare così suo figlio. Sfortunatamente, non vi riuscì. La presenza di Phantom Lady negli Stati Uniti ed il suo lavoro con l'Intelligence americana fu tenuto nel massimo in segreto. Non si riunì mai a suo marito, e da anziana divenne direttrice, a Washington, di un centro di addestramento per spie femminili
In Manhunter n. 23, del giugno 2006, Phantom Lady incontra il Manhunter corrente, Kate Spencer, che gli rivela che lei era sua nonna. Si scoprì che Phantom Lady ed Iron Munro ebbero un bambino prima del matrimonio che diedero in adozione, Walter Pratt, il padre di Spencer. L'Atomo della Golden Age, Al Pratt, permise a Phantom Lady di utilizzare i suoi contatti di informazione così che lei potesse entrare in una casa di ragazze madri, causando la credenza che il bambino fosse il figlio di Pratt. Knight e Munro si mantennero comunque in contatto, infatti lei lo portò a conoscere Kate e suo figlio, Ramsey.

### Dee Tyler
Una seconda Phantom Lady, Delilah "Dee" Tyler, venne introdotta in Action Comics Weekly n. 636 del gennaio 1989. Nel fumetto le fu assegnato un ruolo, fino al n. 641, con illustrazioni di Chuck Austen. La figlia del procuratore generale degli Stati Uniti, Tyler venne addestrata in Francia dalla Phantom Lady originale, l'attuale anziana Sandra Knight, all'esclusiva Université Notre Dame des Ombre. Ereditò l'equipaggiamento ed il costume di Knight.
Non fu la sola ad essere addestrata ed equipaggiata, dato che anche la sua compagna di stanza Marie Saloppe comparve nelle vesti di Phantom Lady in Action Comics Weekly n. 639. L'abilità primaria di Tyler era una notevole conoscenza dell'arte marziale conosciuta come Savate, anche conosciuta come Kickboxing francese. Aveva inoltre a disposizione un dispositivo esplosivo da poslo, ed un proiettore olografico sviluppato dalla sua compagna di stanza e d'infanzia Sarah, dispositivo che poteva essere utilizzato per creare potenti illusioni.
Questa Phantom Lady non divenne mai protagonista di una serie, ma solo e periodicamente ospite di altri fumetti, inclusi la serie Starman del 1988, Flash, e più frequentemente nella serie Starman del 1994. Si unì alla nuova versione dei Combattenti per la Libertà nella serie Justice Society of America del 1999.
Il personaggio fu graficamente ucciso in Crisi Infinita n. 1, del dicembre 2005, in una battaglia contro la Società segreta dei supercriminali. Il gruppo fu attaccato mentre investigava nel luogo d'incontro degli altri super criminali. Tyler fu ferita da Cheetah ma fatalmente impalata da Deathstroke. Il suo corpo venne appeso al Washington Monument insieme a quelli della Bomba Umana e di Black Condor. Dee Tyler ritornò come Lanterna Nera nel crossover La notte più profonda.

### Stormy Knight
Una nuova Phantom Lady venne introdotta in Crisis Aftermath: The Battle for Blüdhaven del 2006, come uno dei metaumani a guardia di Blüdhaven. Comparve nella miniserie, Uncle Sam and the Freedom Fighters. Il suo nome è Stormy Knight, e, come il personaggio originale, suo padre è un senatore degli Stati Uniti, sebbene non sia stata stabilito alcun collegamento con la famiglia Knight di Opal City.
Sembra conoscere Padre Tempo, lasciando intendere che lo incontrò precedentemente in vesti private, riferendosi al suo look come "Quest'anno è l'anno del look stile Colonnello Sanders, Tempo?". Agì come una viziata stella del cinema trattando i suoi compagni come una ragazza del liceo tratterebbe i "secchioni", in particolare con la Bomba Umana e con Major Force, ma mostrò un forte rispetto per il nuovo Doll Man, probabilmente i due avevano lavorato insieme qualche tempo addietro. Il suo cinturino non solo proietta luce, ma è in grado di piegare la realtà.
Non mantenne la sua identità segreta. In Brave New World, un programma radio, la nominò come Stormy Knight. Come gli altri membri del gruppo di Blüdhaven, questa incarnazione di Phantom Lady è un'assassina a sangue freddo, sebbene vi siano indicazioni nel n. 1 di Uncle Sam and the Freedom Fighters, che la Knight avesse iniziato ad avere degli scrupoli e a derogare da ciò che gli era stato ordinato di fare. Nel n. 1, suo padre venne descritto in una luce più simpatica, come un uomo che, se fosse stato eletto, avrebbe potuto sciogliere il gruppo di Blüdhaven. Fu assassinato su ordine di Padre Tempo e sostituito da un sosia. Venne creduto che il Senatore Knight volesse guidare l'America tramite una forma di governo dittatoriale, ma fu scoperto che in realtà colui che desiderava questo tipo di America era un cyborg chiamato Gonzo il Bastardo Meccanico, un sosia meccanico che impersonava il Senatore Knight.
Nel secondo numero di Uncle Sam and the Freedom Fighters, Stormy divenne un Combattente per la Libertà. Rivelò di avere una laurea in fisica quantistica e finse di essere un'idiota viziata in modo da diventare un bersaglio per gli avversari. Il suo cinturino sembrò essere in grado di trasportare Stormy e i suoi compagni dalla terza dimensione alla quarta.
Nella seconda serie di Uncle Sam and the Freedom Fighters, del settembre 2007, Stormy, sempre sotto shock per la morte di suo padre, iniziò a drogarsi e a bere pesantemente. Dopo aver tagliato in due in diretta nazionale, sotto l'effetto dell'alcool, un super criminale, Black Condor la portò alla extradimensionale Heartland, dove Zio Sam le disse che non se ne sarebbe andata finché non si fosse rimessa in sesto. Successivamente, Stormy si tagliò i polsi, ma venne salvata da Doll Man. Miss America rimosse tutte le tossine dal suo corpo, permettendole di recuperarsi nel migliore dei modi. Alla fine della miniserie, Stormy decise di dimettersi dalla sua carriera di eroina per diventare un'attrice.

## Versioni alternative

### Blue Bulleteer
Negli anni settanta, la Paragon Publications di Bill Black, ora AC Comics, iniziò a pubblicare il proprio rinnovamento di Phantom Lady nel fumetto Fem Fantastique, nella credenza che il personaggio sarebbe caduto nel pubblico dominio. La Phantom Lady di Black era una versione ancora più svestita della versione di Matt Baker, e le furono aggiunte una pistola ordinaria ed una maschera. Quando la DC minacciò un'azione legale, la AC cambiò la sua versione in "Nightveil", un personaggio naturalmente super potente che fu successivamente membro del Femforce, il primo gruppo di sole donne; come Verotik, pubblicarono nonostante tutto le storie originali della Quality e della Fox. Molti credettero che queste storie iniziali divennero di pubblico dominio poiché gli editori che le pubblicarono finirono sul lastrico prima di rinnovare il copyright.

### Kingdom Come
Una nuova Phantom Lady fu mostrata in Kingdom Come della Elseworld. Fu descritta nella serie come un fantasma della versione originale. Il co-creatore della serie Alex Ross utilizzò la famosa modella pin-up Bettie Page come modello.

### Shadow Lady
Shadow Lady è un personaggio visto in Big Bang Comics, del quale tutti i personaggi sono parodie dei personaggi della DC. Come Sandra Knight, Veronica Prescott è una ricca debuttante, il cui padre inventò il "Proiettore del Raggio Ombra". Shadow Lady non è Veronica, tuttavia, ma è un sosia duplicato, creato dal Proiettore. Possiede il potere di divenire solida o intangibile a comando, e il suo proiettore può essere utilizzato per accecare i suoi nemici. Il costume del personaggio, e lo stile artistico, sono aderenti alla Phantom Lady originale.

### 52
Nel numero finale di 52, venne rivelata l'esistenza di un nuovo multiverso, originariamente costituito da 52 realtà identiche. Tra le realtà parallele mostrate, una fu nominata Terra-10. A causa del "mangiare" di Mr. Mind questa realtà assunse le sembianze della Terra-X pre-Crisi, inclusi i personaggi della Quality Comics. I nomi dei personaggi e dei gruppi di eroi non furono menzionati, ma comparve un personaggio molto somigliante alla Phantom Lady, Sandra Knight. A seguito di un commento di Grant Morrison, questo universo alternativo non è la Terra-X pre-Crisi.